# Exode des Russes blancs en Corse
 (mai 2017).
Si vous disposez d'ouvrages ou d'articles de référence ou si vous connaissez des sites web de qualité traitant du thème abordé ici, merci de compléter l'article en donnant les références utiles à sa vérifiabilité et en les liant à la section « Notes et références ».
L'exode des Russes blancs en Corse est un évènement qui fait suite à la Guerre civile russe de 1917. Chassés par la victoire des bolcheviks en Russie, près de 3 000 Russes blancs viennent s'installer sur l'île.

## De l’origine de l’exil des Russes blancs
En 1920 la Guerre civile russe se termina par la victoire de l’Armée rouge sur l’Armée blanche antibolchévique. Beaucoup de Russes blancs prirent la fuite via Constantinople vers l’Occident.
Le 20 novembre 1920, les restes des armées blanches russes du général Wrangel qui ont  combattu le bolchevisme évacuent la Crimée où elles s’étaient réfugiées. Les bateaux russes s’y trouvant sont mis sous la protection de la France.
Durant une semaine, 130 navires arrivent à Constantinople, avec 146 200 réfugiés à bord, dont 29 000 civils. Cette masse énorme de réfugiés, armés jusqu’aux dents et équipés d’une flotte de guerre complète, effraie.
La flotte de guerre est envoyée à Bizerte. À l’appel lancé par Georges Leygues aux États balkaniques pour qu’ils accueillent les troupes et les réfugiés civils, peu d'États répondront, certains se contentant d'un engagement symbolique : la Roumanie n’en accepte que 2 000, la Grèce 1 700, la Bulgarie 3 800 ; seule la Serbie, fidèlement russophile, ouvre grand ses portes et en recueille 22 300. Au total, 34 000 personnes ont été évacuées le 1er janvier 1921. Restent donc plus de 100 000 réfugiés à loger et à nourrir.

## Destination le Brésil
L’État de São Paulo (Brésil) se manifeste et se déclare prêt à recevoir 10 000 laboureurs et ouvriers agricoles russes, leur offrant des lots de terre à coloniser. Le 27 avril, 6 500 volontaires russes se sont déclarés prêts à partir en Amérique du Sud. Le 29 avril les réelles conditions offertes par São Paulo sont connues, soit l’offre de 10 000 places d’ouvriers agricoles dans les plantations. Il n’est plus question de distribuer des lots.
Les autorités françaises qui comptent l’argent que leur coûtent ces réfugiés chaque jour, sont pressées de les voir quitter le territoire. Convoqué par le haut-commissaire de France, Wrangel s’entend dire que « le gouvernement a décidé de supprimer à bref délai tout crédit pour l’entretien des réfugiés russes ».
Il est décidé qu’un premier contingent de 3 000 Russes serait envoyé au plus tôt en Amérique du Sud, suivi un peu plus tard par le reliquat, en utilisant un des navires de la flotte russe que Wrangel a remis à la France.

### Le paquebotRion
Le Rion est choisi. C’est un gros paquebot à vapeur, jaugeant 7 800 tonneaux, mesurant 155 mètres de long sur 17 mètres de large, coiffé de trois cheminées. Six années de guerre lui ont fait perdre son lustre d’antan ; il a été repeint en gris.
Ancré à Constantinople, le vieux vapeur Rion embarque 3 422 réfugiés (des Russes, des Ukrainiens et des Cosaques) ; les estimations du nombre total de passagers sont variables. « Presque toutes les sources donnent le chiffre de 3 422 réfugiés russes embarqués ; un document du Corps d’Occupation de Constantinople parle de 3 435 personnes ».
Le 24 avril commence l’embarquement. Avant de monter, chaque émigrant doit signer une déclaration attestant de sa qualité de travailleur de la terre. Le Rion appareille le 26 ; il fait escale à Gallipoli, puis Lemnos afin de charger d’autres émigrants.

## L’escale à Ajaccio
Le 15 mai 1921 à 2 heures du matin, le paquebot délabré Rion arrive dans la baie d’Ajaccio. Tous les passagers et hommes d’équipage sont mis en quarantaine sanitaire à bord du navire mouillé dans la rade, son tirant d’eau l’empêchant d’accoster à quai.
Ajaccio, cité insulaire de 20 000 habitants, voit en une journée sa population augmenter de 20 %.
Les documents de la Marine, de l’Armée et de la Préfecture, à de rares exceptions près, sont introuvables et ont vraisemblablement disparu. Toutefois, le foisonnement d’articles parus dans la presse ajaccienne (L’Éveil de la Corse, La Jeune Corse, La Nouvelle Corse, A Muvra) permet de connaître les suites réservées aux réfugiés.

### L’accueil des réfugiés
Réservée au début, La Jeune Corse disait entre autres, que les réfugiés ne peuvent rester à Ajaccio parce qu’ils sont trop nombreux. Dix jours plus tard, elle leur apporte un soutien sans faille : « Nous leur devons notre aide :

1. Comme Corses, amenés par les circonstances à voir et à toucher cette infortune ;

2. Comme Français, car le bolchevisme que ces réfugiés ont combattu a fait le jeu de l’Allemagne en consommant la défection de la Russie et il a répudié la dette de cette nation envers les prêteurs français ; 

3. Enfin comme hommes, à qui rien d’humain ne sera étranger. »
Dans La Nouvelle Corse on pouvait lire : « La plupart des auteurs qui se sont occupés de la Corse font l’éloge de l’hospitalité de ses habitants. Nous ne devons pas faire exception pour les malheureux Russes qui sont venus s’abriter chez nous. Ce serait indigne de notre passé de générosité et de grandeur morale ».
Ce concert éditorial d’hospitalité est troublé par une seule fausse note : le bimensuel A Muvra, ancêtre des publications nationalistes corses, ne donne guère dans l’accueil humaniste.
Le médecin-chef de l’hôpital militaire d’Ajaccio qui visita le navire dès l’arrivée, en établit un bon rapport sanitaire.
C’est de la population corse que va venir l’aide effective et le soutien le plus efficace, au point que le préfet Mounier se voit obligé au bout d’une semaine de réglementer la charité à bord du Rion. Argent recueilli lors des quêtes et des tournées, vêtements et accessoires, permirent d’offrir à ces malheureux non seulement une provende matérielle, mais aussi un réconfort moral.

### Le débarquement des réfugiés
Le 25 mai, soit dix jours après l’arrivée du bateau dans le port, quelque 600 réfugiés sont enfin autorisés à débarquer pour aller s’installer à la caserne Livrelli, située dans le centre d’Ajaccio.
Il y avait à bord du Rion 46 orphelins russes accompagnés par douze adultes, envoyés à Paris par la Croix-Rouge américaine. Dès la fin de la quarantaine, ils avaient été transportés sur le continent, de même que les 29 militaires français rapatriés de Constantinople. Après le débarquement de certains réfugiés à la caserne Livrelli, il restait à la fin du mois de mai environ 3 000 réfugiés à bord du navire.
Il y eut plusieurs évasions à la nage qu’il est impossible à évaluer, même approximativement. Exemple d’Anatole Popoff : c’est en pyjama qu’il parvient à gagner L’Île-Rousse avec un petit groupe de réfugiés ; sa tenue vestimentaire et le fait qu’il n’ait jamais voulu expliquer à ses enfants comment il était parvenu à terre tendent à prouver que son débarquement était clandestin.

### L’embauchage des réfugiés
Au fil des semaines, les passagers sont débarqués du navire, pour chercher du travail ou pour partir au Brésil. À la fin du mois de juillet, le Rion a cessé de jouer le rôle d’hôtel flottant ; il ne reste plus à bord que six marins russes chargés du gardiennage.
En 1921 l’agriculture corse manquait de bras à cause principalement de la grande saignée opérée par la Première Guerre mondiale. Ce secteur profite de l’arrivée providentielle des réfugiés pour embaucher un grand nombre d’entre eux. Deux bureaux de placement de la main-d’œuvre russe sont ouverts à Ajaccio. Ils sont fermés en décembre 1921. Dès lors les offres d’emploi se feront à la caserne Livrelli, là où se trouvent les derniers réfugiés russes inemployés.
Le 22 juin, La Jeune Corse dresse un premier bilan tout à fait positif ; elle souligne que la plupart des contrats ont été respectés, et ajoute : « En général, on dit assez de bien de ces travailleurs. Ils sont fidèles et fournissent un rendement assez appréciable. Bien bâtis et solides pour la plupart, ils se plient d’autant plus facilement au labeur quotidien que les conditions d’existence chez les employeurs, salaires, nourriture, climat, sont bonnes, et que, sortant de l’enfer russe, la vie qu’ils mènent ici leur semble un rêve ».
Du quotidien La Jeune Corse dans lequel on lit : « Il a dû également se signer, ailleurs qu’à Ajaccio, d’autres contrats de travail… En réalité, le nombre des réfugiés qui ont trouvé du travail en Corse, la plupart avec des contrats, une plus petite quantité sans les formalités requises, doit s’élever à près de 1 800. », Bruno Bagni dit : « Si l’on en croit ce journal, environ 800 Russes se sont débrouillés pour trouver un emploi, avec ou sans contrat, sans passer par l’administration ; autant dire qu’il s'agit d’évadés ».
En fait, il n’était pas très difficile pour les fugitifs de trouver du travail ; après leur évasion à la nage, les frères Ivassenko sont tout de suite embauchés comme ouvriers agricoles dans une ferme d'Ocana ; vêtu de son seul pyjama, Anatole Popoff parvient à se faire engager par un hôtelier de L’Île-Rousse.
Au milieu de l’année 1921, on ne dénombre que 485 Russes, mais on sait qu’il y en a au moins le triple. Il n’en reste pas moins que sur les 485 réfugiés en question, 412 se trouvent dans l’arrondissement d’Ajaccio. Certains chiffres sont impressionnants si l'on considère la taille des villages en question : vingt Russes à Bastelicaccia, dix-sept à Zigliara, quatorze à Eccica-Suarella, quinze à Serra-di-Ferro, dix à Afa, treize à Campo, vingt-et-un à Guargualé, vingt-quatre à Cauro, trente à Grosseto-Prugna, quatorze à Ucciani, treize à Vico, et trente-cinq à Calcatoggio, un dans la commune de Vescovato, un à Sagone.
Dans les faits divers de la presse locale, il ne se passe pas grand-chose autour d’Ajaccio dans ces années-là. Les réfugiés du Rion ont donc été remarquablement paisibles, d’une correction exemplaire. La quasi-totalité des méfaits sont dus à un grand classique de la culture russe : la soûlographie. Presque chaque nuit, la police doit ramasser des Russes en état d’ébriété avancée.

## L’échec de l’immigration au Brésil
Quant au plan d’immigration des Russes au Brésil, il sera un échec, un grand nombre préférant rester en Corse.
Un télégramme d’Aristide Briand apprend que, sur les 421 passagers du vapeur l’Aquitaine, 229 ont été reconnus par les Brésiliens totalement inaptes à l’agriculture. « Parmi quelques agriculteurs semblant presque égarés, on trouve de multiples professions manuelles : 36 mécaniciens, 9 typographes, 20 charpentiers, 7 menuisiers, 5 peintres, 6 télégraphistes… Mais aussi des professions intellectuelles ou d'un tout autre milieu social : 7 comptables, 8 instituteurs et institutrices, 7 professeurs, 7 avocats, 3 agronomes, 3 vétérinaires, 3 ingénieurs, 2 architectes, 1 météorologiste, 2 médecins, 1 journaliste, 2 pharmaciens, 14 officiers dont 3 colonels… ». Autre mauvais coup : sur le vapeur la Provence arrivé à destination, les Brésiliens ne découvrent que 400 agriculteurs, les autres n’ont jamais touché un outil agricole, et de surcroît se refusent à tout travail. Ainsi, suivant le contrat signé, 618 réfugiés sur les 1 075 embarqués doivent être renvoyés en France aux frais de la République. Finalement, seuls 617 Russes ont pu s’installer à Sao Paulo, alors qu'on espérait y placer 10 à 20 000 réfugiés.

## Rapatriements en Turquie
Le gouvernement français décide de renvoyer à Constantinople, leur point de départ, les Russes refoulés par le Brésil, à bord d’un gros vapeur, le Burgeister Von Melle. À ceux-là, le ministre de l’Intérieur signalant que la Corse ne peut accueillir qu'un millier de Russes, décide d’ajouter l’excédent corse en faisant rapatrier en Turquie 1 400 réfugiés. Faute de temps pour rassembler les Russes dispersés dans l’île, seuls les 900 qui se trouvent à la caserne Livrelli pourront être embarqués.

### Le paquebotBurgeister von Melle
Le 12 septembre à 16 heures, le vapeur Burgeister von Melle appareille de Marseille à destination d’Ajaccio.
La propagation d’une rumeur « on veut nous renvoyer en Russie ! », incite « tous les Russes qui avaient trouvé un travail sans contrat à se précipiter dans les bureaux de la main-d’œuvre pour faire régulariser leur situation ; ceux qui n’ont pas d’emploi se mettent à en chercher frénétiquement. L’arrivée du navire dans le port pousse la crise à son paroxysme : dans la nuit du 14 au 15 septembre, 300 Russes font le mur de la caserne Livrelli et prennent le maquis. Le lendemain, toutes les polices et gendarmeries de la région d’Ajaccio sont lancées à leur recherche pour les ramener au navire. Tâche difficile, car il semble bien que beaucoup de fuyards aient été cachés par la population, scandalisée qu’on envoie ces braves gens à une mort certaine ».
Finalement, le 17 septembre au matin, le navire appareille. Il ramène 1 400 réfugiés sur les rives du Bosphore, qu’ils espéraient bien ne plus jamais voir. Il n’a pu embarquer en Corse que 650 Russes, alors qu’il aurait dû en prendre un millier selon les vœux du gouvernement.
Après le départ du Burgeister von Melle, le ministère de la Marine estime que 1 500 Russes restent encore cachés en Corse. En fait ils sont en grande partie parfaitement en règle avec les autorités.

## Ceux qui restent
Le bureau de la main-d’œuvre russe continue de fonctionner dans les locaux militaires à Livrelli. Il ferme définitivement en avril 1922.
Le 2 mai 1922 le président du Conseil annonce que la France cesse définitivement de ravitailler les Russes de Corse. Il est décidé que le 1er juin, la caserne Livrelli fermera ses portes aux Russes.
À la demande du prince Lvov et du préfet de Corse, un sursis de 15 jours est finalement accordé à la fermeture de Livrelli.
Au sein de ceux qui sont restés sur l’île, beaucoup espèrent trouver de meilleurs salaires sur le continent. Très vite, un fort courant migratoire fait partir les Russes de Corse. La Nouvelle Corse s’émeut pour la première fois de cet exode en juillet 1922.
Dans L’Éveil de la Corse, l'homme qui signe H.O., plus lucide sans doute, ne voit pas du tout les choses de la même façon : « Nous estimons ingénument que, pour les avoir fait travailler durement en échange d’un morceau de pain, nous avons droit à leur reconnaissance éternelle. Mais à la réflexion, nous devons convenir que, à part l’accueil du début, qui fut spontané et généreux, ils ont gagné leur vie à la sueur de leur front, et qu’ils ne nous doivent rien ».
En avril 1923, le préfet de Corse évalue le nombre de Russes dans l’île à 174, dont 12 femmes et 7 enfants.
On peut considérer qu’environ 200 passagers du Rion ont dû faire souche en Corse.

### Leur intégration
Les travailleurs russes ont été soigneusement dispersés dans l’île. En janvier 1922, des réfugiés sont officiellement signalés dans 80 communes corses. Le saupoudrage est étonnant : à l’exception d’Ajaccio, qui abrite dans la première moitié des années 1920 une communauté d’une centaine de Russes, on observe ailleurs que de faibles concentrations de réfugiés ; tout au plus relève-t-on entre 15 et 20 individus à Bastia en 1924, et 12 à Volpajola la même année. Partout ailleurs, il n'y a jamais plus de dix réfugiés par commune à partir de 1923. Dans beaucoup de villages, U Russio, comme on l’appelle le plus couramment, est le seul étranger. On signale par exemple un individu isolé au début de 1923 à Zicavo, Grosseto-Prugna, Albitreccia, Guagno, Cargèse, Appietto, Évisa, Letia, Urbalacone, Ciamannacce, Cozzano, Vero, Ucciani, Ota, Cuttoli, San-Nicolao, Penta-di-Casinca, L'Île-Rousse, Corte et Giuncheto.
Au cours des années 1920 et 1930, les Russes forment la deuxième communauté étrangère de la Corse, derrière les Italiens, et très loin devant toutes les autres.
Leur intégration à la nation française s’est faite au cours des années 1920 et 1930 par la naturalisation. La nationalité française a été accordée de façon très échelonnée. Ainsi, Anatole Popoff devient français dès 1927, Serge Amolsky en novembre 1930, alors que Nicolas Ivassenko doit attendre pour cela le 26 mai 1936. En 1939, le processus de naturalisation est terminé, puisqu’on ne trouve alors en Corse plus que 3 réfugiés russes, lesquels n’ont vraisemblablement pas souhaité devenir français.
À partir de la naturalisation, les réfugiés se dissolvent dans la population de l’île, et la Corse révèle ici sa formidable capacité d’assimilation. Dès la première génération, les Russes ont été non seulement intégrés, mais assimilés par l’île.
D’aucuns affirment que, quelques années après leur arrivée, les réfugiés parlaient beaucoup mieux le corse que le français. Voici comment la fille d’Anatole Popoff décrit son père : Il parlait le corse, avait des amis bergers, aimait le fromage de chèvre et les figues [...]. L’Ukraine était sa terre natale, la France sa deuxième patrie, mais la Corse il l’aimait par-dessus tout : il y avait trouvé la paix et le bonheur.
Chose beaucoup plus stupéfiante, en l’espace de quelques années, la religion orthodoxe semble avoir totalement disparu de l’île. Tous les Corses d’origine russe semblent être de confession catholique.
Cette spécificité corse peut s’expliquer ainsi : au lendemain de la Grande Guerre, la jeune gent masculine insulaire avait été en grande partie décimée, et les veuves et les filles à marier ne manquaient pas dans ces années-là.
Dans de nombreux cas, les employés russes ont épousé la fille du fermier chez qui ils travaillaient : c’est le cas de Serge Arnolsky à Appietto, ou de Nicolas Ivassenko à Ocana ; parfois, la jeune épousée vient du village voisin, comme pour Anatole Popoff de L’Île-Rousse qui se marie à Monticello. Il était tout simplement inimaginable que leur mariage ne soit catholique : il ne pouvait pas y avoir d’épousailles sans conversion. Les fiancés russes devaient donc se convertir à la confession catholique, sinon le curé refusait de célébrer la cérémonie.
Les Russes ont eu toutes leurs racines coupées, et ont perdu totalement leur identité slave pour finir par devenir de vrais Corses.
« Leurs enfants et petits-enfants ont gardé leurs patronymes russes, mais sont corses jusqu’au bout des ongles. Tous parlent le corse, plusieurs sont même des nationalistes convaincus ».
Le paquebot Rion a été vendu pour dédommager le Trésor des frais engagés pour l’évacuation et l’entretien des réfugiés. Au début de l’année 1922, il est acheté par un chantier italien de démolition de Savone. Bien incapable de se déplacer tout seul, il est pris en remorque par deux remorqueurs italiens et quitte Ajaccio le 17 mars 1922 à 9 heures du matin, soit après onze mois de séjour dans la baie d’Ajaccio.

## Filmographie
- Lettre d'un Russe en Corse, de Tania Rakhmanova, coproduction : France 3 Corse, Wilton Films, 54 min, 2007